# Rekābdār Kolā
Rekābdār Kolā (persiska: ركابدار كلا, سِه شَنبِه بازار, رِكابدار كَلا) är en ort i Iran.   Den ligger i provinsen Mazandaran, i den norra delen av landet, 160 km nordost om huvudstaden Teheran. Rekābdār Kolā ligger 12 meter över havet och antalet invånare är 619.
Terrängen runt Rekābdār Kolā är huvudsakligen platt, men åt sydost är den kuperad. Runt Rekābdār Kolā är det ganska glesbefolkat, med 36 invånare per kvadratkilometer. Närmaste större samhälle är Sari, 14,4 km öster om Rekābdār Kolā. Trakten runt Rekābdār Kolā består till största delen av jordbruksmark.